# UC 13
UC 13 war ein U-Boot der Kaiserlichen Marine vom Typ UC I, das im Ersten Weltkrieg eingesetzt wurde.

## Bootsdaten
UC 13 war ein Einhüllenboot mit einem Dieselmotor mit 90 PS und einem Elektromotor mit 175 PS Leistung. Damit konnten Überwasser 6,2 kn und getaucht 5,2 kn erreicht werden. Die Reichweite betrug Überwasser bei 5 kn 910 sm und getaucht bei 4 kn 50 sm. Für Tauchfahrten reichte die Batteriekapazität für eine Stunde und die maximale Tauchtiefe war mit 50 m angegeben. Das Boot war 33,99 m lang, 3,15 m Breit und hatte einen Tiefgang von 3,06 m. Die Verdrängung betrug über Wasser 168 t und getaucht 182 t.
Die Besatzung bestand aus dreizehn Mannschaften und einem Offizier.
Die Bewaffnung bestand aus sechs Minenschächten und Minen des Typs „UC 120“. Zusätzlich wurde ein 7,92-mm-Maschinengewehr mitgeführt.

## Einsätze und Erfolge
UC 13 fuhr in seiner Dienstzeit drei Feindfahrten unter dem Kommando von Oberleutnant zur See Johannes Kirchner. Es wurden vier Schiffe mit einer Tonnage von 1624 t versenkt oder beschädigt.
| Datum             | Name                          | Tonnage         | Nation   | Ergebnis   |
| ----------------- | ----------------------------- | --------------- | -------- | ---------- |
| 26. August 1915   | Sahina Noria                  | 37              | Italien  | versenkt   |
| 22. November 1915 | Ukraina                       | 150             | Russland | versenkt   |
| 22. November 1915 | Rostov                        | 1.280           | Russland | beschädigt |
| 23. November 1915 | Marusja Raja                  | 157             | Russland | versenkt   |
|                   | Versenkt: Beschädigt: Gesamt: | 344 1.280 1.624 |          |            |

## Verbleib
Am 12. November 1915 verließ UC 13 den Hafen von Konstantinopel für eine Patrouille im Schwarzen Meer. Aufgrund schlechter Sicht lief das Boot am 29. November 1915 nahe dem Fluss Melen bei Position (41° 9′ N, 30° 30′ O) auf Grund. Die Besatzung sprengte das Boot mittels mitgeführter Sprengladungen und wurde von einem türkischen Boot aufgenommen.